# IC 2931
IC 2931 је појединачна звијезда у сазвјежђу Лав која се налази на листи објеката дубоког неба у Индекс каталогу.
Деклинација објекта је + 12° 28' 0" а ректасцензија 11h 33m 50,6s.